# Scaptodrosophila dorsocentralis
Scaptodrosophila dorsocentralis är en tvåvingeart som först beskrevs av Toyohi Okada 1965.  Scaptodrosophila dorsocentralis ingår i släktet Scaptodrosophila och familjen daggflugor. Inga underarter finns listade i Catalogue of Life.